# Lista de licores
Existem centenas de marcas de licores, mas há algumas certamente que são curiosas, outras conhecidas, entre estas temos a título de exemplo:

## Fabricados naFrança
- Alizé Gold Passion - É composto por uma mistura refrescante de maracujá natural com o mais fino conhaque francês. Todo o sabor e aroma são extraídos das pequenas sementes da fruta, que, quando prensadas, liberam uma essência aromática cítrica.
- Anisette - Considerado adocicado ou suave, à base de anis. Tem um efeito fermentativo se adicionado ao leite, podendo transformá-lo em coalho.
- Chartreuse - Licor francês cuja receita é mantida em segredo. Estima-se, no entanto, que em sua composição entrem erva-cidreira, isopo, macis, canela e açafrão.
- Cointreau - Feito de laranja, em um processo no qual a fruta não pode tocar a emulsão alcóolica, devendo permanecer suspensa por um longo período enquanto desprende seu bouquet e sabor específicos. Tem como grande característica a coloração que se torna branca quando o licor é refrigerado.
- Lejay Lagoute Green Apple - Licor de maçã verde francês, elaborado a partir de suco de limão e maçã verde. Possui cor transparente, límpida e aroma e sabor de maçã verde. Ideal para acompanhar sobremesas e também como aperitivo.

## Fabricados naItália
- Amaretto ou Amaretto Coppo Antica Receita - Elaborado segundo a antiga receita da família Coppo, com aroma de amêndoas e ingredientes naturais da região de Ventimiglia, na Itália.
- Bénédictine ou Beneditino - Variado entre um doce e suave ao mais seco, produzido inicialmente pelos monges da abadia de Fécamp, hoje produzido na região da Normandia.
- Limoncello - Licor de limão produzido originalmente no sul da Itália, a partir do limão siciliano.
- Frangelico - Licor digestivo com forte nuance de avelãs, cuja origem data de mais de 300 anos.
- Sambuca - Licor de Sambucus nigra e anis, típico da região de Roma. Originalmente, é incolor, com sabor de anis.

## Fabricados noBrasil
- Licor de Jabuticaba - Licor paulista tradicional, feito em pequena escala, com diversas variações de receitas. Tradicional no interior paulista.
- Licores da Amazônia[1] - Os licores da Amazônia são fabricados com frutos típicos da floresta Amazônica. São produzidos mais de 20 tipos de licores com sabores de diferentes frutas. A matéria prima utilizada é adquirida através de produtores da própria cidade de Manaus e adjacências. Os sabores são: Abricó, Açaí, Acerola, Araçá-boi, Bacuri, Buriti, Café, Cajú, Camu-camu, Carambola, Chichuá (Xixuá), Cubiu, Cupuaçu, Energético, Graviola, Guaraná, Jenipapo, Laranja, Manga, Mangarataia, Maracujá, Murici, Pitomba, Tangerina e Taperebá
- Fogg - Tradicional licor fino, tem como sabor principal um licor de chocolate cremoso. É famosa por ser uma das mais antigas marcas nacionais, com sua produção e comércio tendo iniciado em 1930 no município de Gramado.
- Licor Musashi - Produzido em Aracati, no Ceará; também conhecido como o "Licor da Sorte," é fabricado informalmente pela Musashi Licores Artesanais, a partir de uma receita de família que foi aperfeiçoada pelo fabricante Henrique Musashi Ribeiro. É feito à base de  mel, camomila, erva-doce, tangerina, anis-estrelado, manjericão, canela, pequi, alho, cravo-da-índia, morango, caju, pimenta, maçã e outros ingredientes naturais.
- Septimânia - É um licor totalmente artesanal com um sabor exclusivo de Acerola, elaborado seguindo antigas tradições. O Licor possui um sabor marcante que o distingue de outros Licores tradicionais, seu teor alcoólico é de 20% e a classificação é de um licor fino.
- Cauim - bebida alcoólica tradicional dos povos indígenas do Brasil desde tempos pré-colombianos

## Fabricados emPortugal
- Licor Beirão - Feito com base numa seleção de treze especiarias e plantas aromáticas que, após serem maceradas ao longo de cerca de três semanas, com álcool de origem agrícola, são duplamente destiladas.
- Licor de Singeverga - Licor artesanal preparado pelos monges beneditinos do Mosteiro de Singeverga, a partir da destilação directa de diversas especiarias e numerosas plantas aromáticas.
- Licor de Amêndoa Amarga - Licor espesso de cor amarela clara, feito a partir do esmagamento, maceração e destilação da amêndoa amarga. Frequentemente consumido com a adição de gotas de limão.
- Licor de Ginja - Popularmente chamado Ginjinha, trata-se de um licor obtido a partir da maceração da fruta da ginja, similar à cereja. Costumeiramente servido com uma fruta curtida no fundo do copo, ou "com elas".

## Outros licores
- Amarula -  Licor da África do Sul preparado com natas e suco do fruto da maruleira, uma árvore natural da região.
- Baileys Irish Cream - Licor irlandês que mistura natas ao tradicional uísque, dando origem a uma bebida espessa de cor creme.
- Bols Blue - Fino exótico, com uma combinação natural de delicados aromas e sabor de frutas cítricas. É o líder mundial dos Blues Curaçaos, sendo muito apreciado e utilizado pelo seu sabor e cor exóticos. É o licor preferido no preparo de coquetéis e indispensável nos melhores bares. Graduação alcoólica 24% vol, sendo da familia Bols com mais de trinta tipos de sabores.
- Cacau - Considerado suave e adocicado devido à baunilha.
- Curaçao Blue - Um sabor, tem este nome por ser feito na ilha de Curaçau, no Caribe, feito de laranjas, sendo as marcas mais conhecidas Stock e Bols.
- Drambuie - À base de mel, mais suave.
- Grand Marnier - À base de laranja.
- Marasquino - Meio doce e meio amargo.
- Pastis
- Raki
- Strega - Sabor cítrico.
- Triple Sec
- Jägermeister - Licor alemão composto por 56 diferentes ervas, frutas e raízes.
- Gammel Dansk
- Unicum
- Pelinkovac
- Becherovka
- Stock